# Roxanne Hall

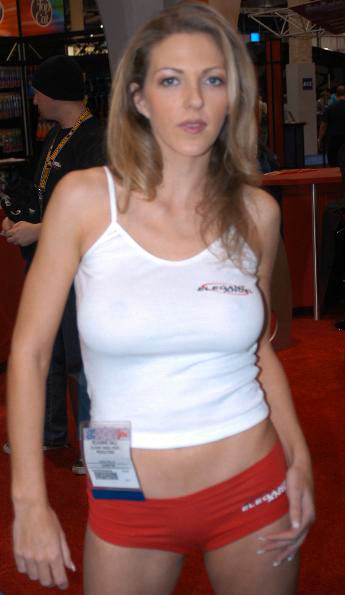
Roxanne Hall (2008)

Roxanne Hall (* 17. März 1976 in Romford, Essex als Angela McCloud) ist eine britische Pornodarstellerin und Schauspielerin.

## Leben und Karriere
Bereits 1994, zu ihrem 18. Lebensjahr, begann Angela McCloud mit ihrer Karriere in der Pornobranche in Hollywood. Sie nannte sich Roxanne Hall und blieb dort bis 1995, kehrte dann aber wieder in ihre Heimat Großbritannien zurück, nachdem sie erfahren hatte, dass ein von ihr gemachter AIDS-Test positiv war, und verließ vorerst die Branche. Kurz danach wurde festgestellt, dass es bei dem Test einen Fehler gab und er somit doch negativ war. Hall kehrte daraufhin wieder nach Amerika zurück und arbeitete weiterhin als Pornodarstellerin auch unter den Pseudonymen Cindy Stevens, Roxxanne Hall, Roxana Hall, Roxana Grand und Angela Hall. Auch heute ist Hall noch als Pornodarstellerin tätig. Insgesamt hat sie bereits in über 400 Filmen mitgespielt, u. a. in This Ain’t Nurse Jackie XXX, CFNM Secret 2, It’s a Mommy Thing! 4, White Mommas Vol. 3, Arnold The Fornicator, Mommy Knows Best 13, Cougar Coochie 1 und 4, Kittens & Cougars 1.
1996 heiratete sie den Regisseur und Schauspieler John Decker. Decker und Hall haben gemeinsam ein Kind, jedoch hielt die Ehe nur einige Jahre an: 1999 ließen sie sich wieder scheiden.

## Auszeichnungen und Nominierungen
AVN Award

| 1999 | Gewonnen  | Best All-Girl Sex Scene (Buttslammers 16, 1997) |
| 2005 | Nominiert | Best Group Sex Scene (Squirtwoman, 2004)        |
| 2006 | Nominiert | Best Anal Sex Scene (Lex Steele XXX 5, 2005)    |
| 2006 | Nominiert | Best Supporting Actress (Les Bitches, 2005)     |
| 2011 | Nominiert | Best Actress (Scorned, 2010)                    |

XRCO Award

| 1999 | Nominiert | Female Performer of the Year                           |
| 1999 | Nominiert | Best Girl-Girl Scene (Buttslammers 16, 1997)           |
| 1999 | Nominiert | Best Girl-Girl Scene (All American Pussy Search, 1997) |